# Jet Airways
Jet Airways byla indická letecká společnost se sídlem v Bombaji. Do roku 2019, kdy zastavila provoz, byla druhou největší leteckou společností v zemi po nízkonákladové IndiGo. Hlavní základnu měla na letišti v Bombaji, další menší základny provozovala na letištích v Amsterdamu, Čennaí, Dillí, Bengalúru a Kalkatě. K roku 2014 zaměstnávala necelých 14 000 zaměstnanců.
Byla založena v roce 1992, šlo o první soukromou leteckou společnost v zemi. V roce 1993 začala operovat jako aerotaxi. Klasické komerční lety začala podnikat v roce 1995, přičemž mezinárodní přidala v roce 2004. Mezi roky 2010 až 2012 byla největší leteckou společností v zemi. Po nástupu konkurence jako například IndiGo se společnost dostala do finančních problémů. Na jaře 2019 tak postupně začala omezovat provoz a v dubnu 2019 byly všechny lety zastaveny. Do 10. května 2019 je možnost, že aerolinie znovu obnoví provoz, pokud najde nové investory.
K srpnu 2017 provozovaly Jet Airways celkem 103 letounů a létaly do 65 destinací. Na nejkratší tratě jsou využívána ATR 72 (13 kusů). Ve flotile bylo přes 60 Boeingů 737. Na delší tratě byly využívány Boeingy 777-300ER (10) a Airbusy A330 (11).